# Ellinge Lyng
Ellinge Lyng er en lille kyst- og sommerhusby ved Sejerø Bugt i Nordvestsjælland med 347 indbyggere  (2024). Byen er beliggende i Højby Sogn fem kilometer vest for Højby og 30 kilometer nordvest for Holbæk. Den ligger i Odsherred Kommune og tilhører Region Sjælland.
Ellinge Lyng er etableret som et sommerhusområde, hvor antallet af fastboende for første gang nåede over 200 i 2012, hvorfor det nu defineres som et byområde.
I udkanten af Ellinge Lyng går Kirkeåsvejen som er en 2 sporet motortrafikvej og en del af primærrute 21 som går mellem Hønsinge Nørremark og Lumsås. 